# سوءرفتار (فیلم)
سوء رفتار (به انگلیسی: Misconduct) فیلمی درام مهیج محصول سال ۲۰۱۶ آمریکا و به کارگردانی شینتارو شیموساوا و نویسندگی سایمون بویس و آدام میسون است. در این فیلم بازیگرانی همچون جاش دوهامل، آلیس ایو، مالین اکرمان، لی بیونگ-هان، جولیا استایلز، گلن پاول، آل پاچینو، آنتونی هاپکینز، گرگوری آلن ویلیامز، و کریس مارکت ایفای نقش کرده‌اند.

## چکیده داستان
آرتور دنگینگ مدیر بانفوذ و پولدار یک شرکت داروسازی بزرگ است. به دنبال یک رشته تقلب
در ساخت داروها و اهمال کاری شرکت او موجب مرگ برخی بیماران می‌شود و افتضاح بزرگی به
پا می‌شود. امیلی که برای آرتور کار می‌کند با وکیلی به نام کیهیل که قبلاً نامزدش بوده تماس می‌گیرد و از او می‌خواهد با فایلهای که از رایانه شرکت در اختیارش می‌گذارد بر علیه آرتور و شرکتش شکوائیه تنظیم و او را به محاکمه بکشاند. کیهیل که خود دچار برخی اختلالات در زندگی زناشویی است، نخست با تردید و سپس با جدیت از مدیر دفتر وکلای خود، چارلز ابرامرز می‌خواهد تا مسئول این پرونده شود و آرتور را به پای میز محاکمه بکشاند. اما در روز بازجویی پیش از محاکمه آرتور بی آنکه با وکلای معتبر خود بیاید به تنهایی آمده و به آنها پیشنهاد مصالحه می‌کند، زیرا در این میان امیلی به طرز مشکوکی کشته شده و آرتور و کیهیل هر دو از این ماجرا خبر دارند: کیهیل خود به دیدار امیلی رفته بوده و با جسد بیجان او
روبرو شده بود و آرتور با نفوذ خود در جریان این موضوع است و با کنایه هم این را در جلسه بازجویی به او گوشزد می‌کند. پیشنهاد مصالحه با مبلغ بالا وسوسه انگیز است و چارلز، مدیر دفتر وکلای کیهیل قصد دارد آن را بپذیرد. در این میان مردی موتورسوار به دوست امیلی که زن همسایه اوست، حمله و او را راهی بیمارستان می‌کند و وقتی کیهیل با او روبرو می‌شود، مرد موتور سوار که در آخر داستان معلوم می‌شود توسط چارلز رئیس دفتر وکلا استخدام شده بوده، کیهیل و زنش را می‌رباید. کیهیل مرد را می‌کشد و با سرنخی که از کامپیوتر او بدست می‌آورد به سراغ رئیس دفتر وکلا، چارلز می‌رود و او را در دام پلیس می‌اندازد. هر چند چارلر مکار اسلحه ای را در یک لحظه غفلت پلیس به چنگ آورده به سر کیهیل نشانه می‌رود و او را تهدید می‌کند ولی در تیراندازی پلیس خودش کشته می‌شود. در آخر داستان معلوم می‌شود شارلوت، زن کیهیل، امیلی را تصادفی به قتل رسانده‌است.

## بازیگران
- جاش دوهامل: بن کیهیل
- آل پاچینو: چارلز ابرامرز
- آنتونی هاپکینز: آرتور دنینیگ
- آلیس ایو: شارلوت کیهیل
- مالین اکرمان: امیلی هینز
- لی بیونگ-هان: حسابدار
- گلن پاول: دووگ فیلدز
- جولیا استایلز: جین کلمنت
- کریس مارکت: گیفوردز
- اسکای پ. مارشال: هتی
- گرگوری آلن ویلیامز: ریچارد هیل